# Atalanta (revista)
Atalanta fue una revista literaria ilustrada fundada por la escritora L. T. Meade en 1887. Dirigida a niñas y mujeres jóvenes de clase media, y con una línea editorial claramente más progresista que la de sus competidores, promovía una mejor educación para la población femenina, aunque a veces se contradecía sobre los eventuales efectos de esta mejora respecto a los roles tradicionales de la mujer en el matrimonio y la maternidad.

## Directores
Meade fue también la primera directora de la revista hasta diciembre de 1802, cuando Alexander Balfour Symington es nombrado director, e incorpora a su revista para mujeres, Victorian Magazine, fundada el año anterior. A partir de ese momento, la calidad de la revista se deteriora y, para sus dos últimos números, es nombrado director Edwin Oliver.

## Colaboradores
Gracias a la influencia de su fundadora y editora, la revista contó con colaboraciones de destacados autores de la época, como Robert Louis Stevenson, cuya novela Catriona, la secuela de Secuestrado, apareció primero en la revista (diciembre de 1892-septiembre de 1893), H. Rider Haggard, Sarah Tytler, Edith Nesbit,Frances Hodgson Burnett, Amy Levy, Grant Allen, Walter Besant, Mary Eleanor Wilkins Freeman, Thomas Hughes, Christina Rossetti, Charlotte Yonge y Andrew Lang, entre otros.